# J. Queralt
J. Queralt, va viure als voltants del segle xviii. Fou mestre de capella i organista de la catedral basílica del Sant Esperit de Terrassa.